# Nazionale maschile di rugby a 15 di Guam
La nazionale di rugby XV di Guam è inclusa nel terzo livello del rugby internazionale.